# اقتصاد رومانيا
اقتصاد رومانيا هو اقتصاد سريع النمو ومتوسط الدخل مختلط مع ارتفاع مؤشر التنمية البشرية وقوة عاملة ماهرة، احتلت رومانيا المرتبة الخامسة عشر في الاتحاد الأوروبي بالنسبة لإجمالي الناتج المحلي الإجمالي الاسمي لكنها تحتل المرتبة العاشرة عند قياس التكافؤ في القوة الشرائية.
يحتل الاقتصاد الروماني المرتبة 40 في العالم، بإنتاج سنوي يبلغ 516.5 مليار دولار. في السنوات الأخيرة، تمتعت رومانيا ببعض من أعلى معدلات النمو في الاتحاد الأوروبي: 6 ٪ في عام 2016، 7 ٪ في عام 2017، و4.1 ٪ في عام 2018. ومن المتوقع أن يتباطأ النمو إلى + 3.8 ٪ في عام 2019، على الرغم من أن بيانات ربيع 2019 قابلة للتغيير. من خلال استقراء الاتجاهات الحالية، من المتوقع أن يتجاوز الناتج المحلي الإجمالي في البلاد 1000 مليار دولار قبل عام 2035.
تعد رومانيا وجهة رائدة في أوروبا الوسطى والشرقية للاستثمار الأجنبي المباشر، فيبلغ إجمالي الاستثمار الأجنبي المباشر التراكمي في البلاد منذ عام 1989 أكثر من 170 مليار دولار. رومانيا هي أكبر منتج للإلكترونيات في أوروبا الوسطى والشرقية. خلال العشرين عامًا الماضية، نمت رومانيا أيضًا لتصبح مركزًا رئيسيًا لتكنولوجيا الأجهزة المحمولة وأمن المعلومات وبحوث الأجهزة ذات الصلة. تعتبر البلاد رائدا إقليميا في مجالات مثل تكنولوجيا المعلومات وإنتاج السيارات. بوخارست، العاصمة، هي واحدة من أهم المراكز المالية والصناعية في أوروبا الشرقية.
أهم 10 صادرات لرومانيا هي المركبات والآلات والسلع الكيماوية والمنتجات الإلكترونية والمعدات الكهربائية والأدوية ومعدات النقل والمعادن الأساسية والمنتجات الغذائية والمطاط والبلاستيك. زادت استيرادات السلع والخدمات بنسبة 9.3 ٪، في حين نمت الصادرات بنسبة 7.6 ٪ في عام 2016، مقارنة بعام 2015. من المتوقع أن تنمو صادرات السلع والخدمات بنسبة 5.6 ٪ في عام 2017، في حين أن الاستيرادات تشهد زيادة بنسبة 8.5 ٪، وفقا لآخر توقعات (اللجنة الوطنية للتنبؤ).
شكلت الصناعة في رومانيا 33.6 ٪ من الناتج المحلي الإجمالي (GDP) في النصف الأول من عام 2018.

## التاريخ

### قبل الحرب العالمية الثانية
تحول اقتصاد رومانيا إلى الحداثة مع معاهدة أدريانوب في عام 1829، منهيا قرون من السيطرة التركية. حفزت العديد من الانجازات على النمو الاقتصادي منها: اكتشاف النفط واستغلاله صناعيًا في عام 1857، والاتحاد السياسي بين والاشيا ومولدافيا في عام 1859، وإصلاحات الأراضي، واعتماد عملة محلية، الليو (1867)، واستقلال الدولة (1877)، فضلا عن بناء نظام السكك الحديدية واسعة النطاق تحت حكم الملك كارول الأول.
بعد تفكك الإمبراطوريتين الروسية والنمساوية المجاورتين بعد الحرب العالمية الأولى، اتحدت العديد من المقاطعات الناطقة باللغة الرومانية (ترانسيلفانيا، بيسارابيا، بانات، بوكوفينا) مع مملكة رومانيا، لتشكيل الدولة الرومانية في شكلها الحديث. أدى تطبيق الإصلاحات الزراعية الجذرية وإقرار دستور جديد إلى إنشاء إطار ديمقراطي وسمح بنمو اقتصادي سريع (تضاعف الإنتاج الصناعي بين 1923-1938، على الرغم من آثار الكساد الكبير).
حتى الحرب العالمية الثانية، كانت رومانيا ثاني أكبر منتج للنفط والغذاء في أوروبا.

### الفترة الشيوعية
بعد عام 1945، أصبحت رومانيا التي كانت تحت الاحتلال السوفيتي عضواً في الكتلة الشرقية وتحولت إلى اقتصاد تحكّم على النمط السوفيتي. خلال هذه الفترة، عانت البلاد من التصنيع السريع في محاولة لخلق «مجتمع اشتراكي متعدد الأطراف». كان النمو الاقتصادي مدعومًا بالائتمانات الأجنبية في سبعينيات القرن الماضي، مما أدى في النهاية إلى زيادة الدين الخارجي الذي وصل إلى 11-12 مليار دولار.
تم سداد ديون رومانيا إلى حد كبير خلال الثمانينيات من القرن الماضي من خلال تدابير تقشفية شديدة حرمت الرومانيين من السلع الاستهلاكية الأساسية. في عام 1989، قبل الثورة الرومانية، كان لدى رومانيا ناتج محلي إجمالي حوالي 800 مليار ليو، أو 53.6 مليار دولار. حوالي 58 ٪ من إجمالي الدخل القومي للبلاد جاء من الصناعة، و15 ٪ أخرى جاءت من الزراعة. كان الحد الأدنى للأجور 2000 ليو، أو 135 دولار. شكلت نهاية الفترة الشيوعية بداية انكماش اقتصادي حاد. انخفض وزن رومانيا في الاقتصاد العالمي إلى 0.3 ٪ في عام 1993 من 0.8 ٪ في عام 1983.

### التحول إلى السوق الحر
بدأت خصخصة الصناعة بتحويل 30٪ من أسهم حوالي 6000 مؤسسة مملوكة للدولة في عام 1992 إلى خمسة صناديق ملكية خاصة، حيث حصل كل مواطن بالغ على شهادات ملكية. ونُقلت ملكية 70 ٪ المتبقية من الشركات إلى صندوق ملكية خاص بالدولة، مع تفويض لبيع أسهمها بمعدل لا يقل عن 10 ٪ سنويا. كما دعا قانون الخصخصة إلى البيع المباشر لنحو 30 شركة تم اختيارها خصيصًا وبيع «أصول» (أي الوحدات المكونة القابلة للتطبيق تجاريًا) إلى المؤسسات الكبرى.
ارتفع معدل التضخم من 4.8 ٪ في عام 2007 إلى 7.8 ٪ في عام 2008، التي قدرها البنك الوطني الروماني في حدود 6 ٪ لعام 2006 (مؤشر أسعار المستهلكين على أساس سنوي، الذي نشر في مارس 2007، هو 3.66 ٪). منذ عام 2001، نما الاقتصاد بشكل ثابت في حوالي 6-8 ٪. لذلك، يقدر نصيب الفرد من إجمالي الناتج المحلي لرومانيا في عام 2008 بما يتراوح بين 12200 دولار و 14064 دولار.
كانت رومانيا أكبر شريك تجاري للولايات المتحدة في أوروبا الوسطى والشرقية حتى تخلي تشاوشيسكو عن سياسة الدولة الأكثر تفضيلًا في عام 1988، مما أدى إلى ارتفاع التعريفة الجمركية الأمريكية على المنتجات الرومانية. وافق الكونغرس على استعادة وضع الدولة الأكثر تفضيلًا اعتبارًا من 8 نوفمبر 1993، كجزء من اتفاقية تجارية ثنائية جديدة. انخفضت الرسوم الجمركية على معظم المنتجات الرومانية إلى الصفر في فبراير 1994 مع إدراج رومانيا في نظام الأفضليات المعمم. تشمل الصادرات الرومانية الرئيسية إلى الولايات المتحدة الأحذية والملابس والصلب والمواد الكيميائية.
وقعت رومانيا اتفاقية شراكة مع الاتحاد الأوروبي في عام 1992 واتفاقية تجارة حرة مع رابطة التجارة الحرة الأوروبية (EFTA) في عام 1993، لتنسيق قوانين وصول رومانيا إلى الأسواق الأوروبية وخلق إطار عمل أساسي لمزيد من التكامل الاقتصادي. انضمت رومانيا رسميًا إلى الاتحاد الأوروبي عام 2007.
خلال الجزء اللاحق من فترة كوشيسكو، حصلت رومانيا على عقود كبيرة من العديد من البلدان النامية، ولا سيما العراق، لمشاريع متعلقة بالنفط. في أغسطس 2005، وافقت رومانيا على إعفاء 43٪ من ديون 1.7 مليار دولار المستحقة على العراق الذي ما زالت تحتله إلى حد كبير القوات العسكرية لـ «تحالف الإرادة» بقيادة الولايات المتحدة، مما يجعل رومانيا أول بلد خارج نادي باريس للأثرياء للدول الدائنة تقوم بإسقاط الديون العراقية.
كان النمو في الفترة 2000-2007 مدعومًا بالصادرات إلى الاتحاد الأوروبي، وبشكل أساسي إلى إيطاليا وألمانيا، والانتعاش القوي للاستثمار الأجنبي والمحلي. يلعب الطلب المحلي دوراً أكثر أهمية في دعم النمو مع انخفاض أسعار الفائدة وزيادة توافر بطاقات الائتمان والرهون العقارية. بدأ العجز في الحساب الجاري البالغ حوالي 2 ٪ من الناتج المحلي الإجمالي بالانخفاض مع زيادة الطلب على المنتجات الرومانية في الاتحاد الأوروبي. منح الانضمام إلى الاتحاد الأوروبي مزيدًا من الزخم والتوجه نحو الإصلاح الهيكلي.
في أوائل عام 2004، أقرت الحكومة زيادات في ضريبة القيمة المضافة وشددت من الشروط التي تجعل الفرد مؤهلا للحصول على المساعدات الاجتماعية بقصد خفض فجوة التمويل العام إلى 4 ٪ من الناتج المحلي الإجمالي بحلول عام 2006، لكن يجب الانتظار قبل البدء بالإصلاحات في المعاشات التقاعدية والرعاية الصحية الأكثر صعوبة بعد الانتخابات القادمة. تمت خصخصة البنك المملوك للدولة بانكا كوميرشال روماني في عام 2005. ومن المتوقع أن تؤدي إعادة الهيكلة المكثفة بين المؤسسات الكبيرة والتحسينات في القطاع المالي والاستخدام الفعال لأموال الاتحاد الأوروبي المتاحة إلى تسريع النمو الاقتصادي. ومع ذلك، تأثر الاقتصاد الروماني بالأزمة المالية 2007-2008 وتقلص في عام 2009.